# Paul Range

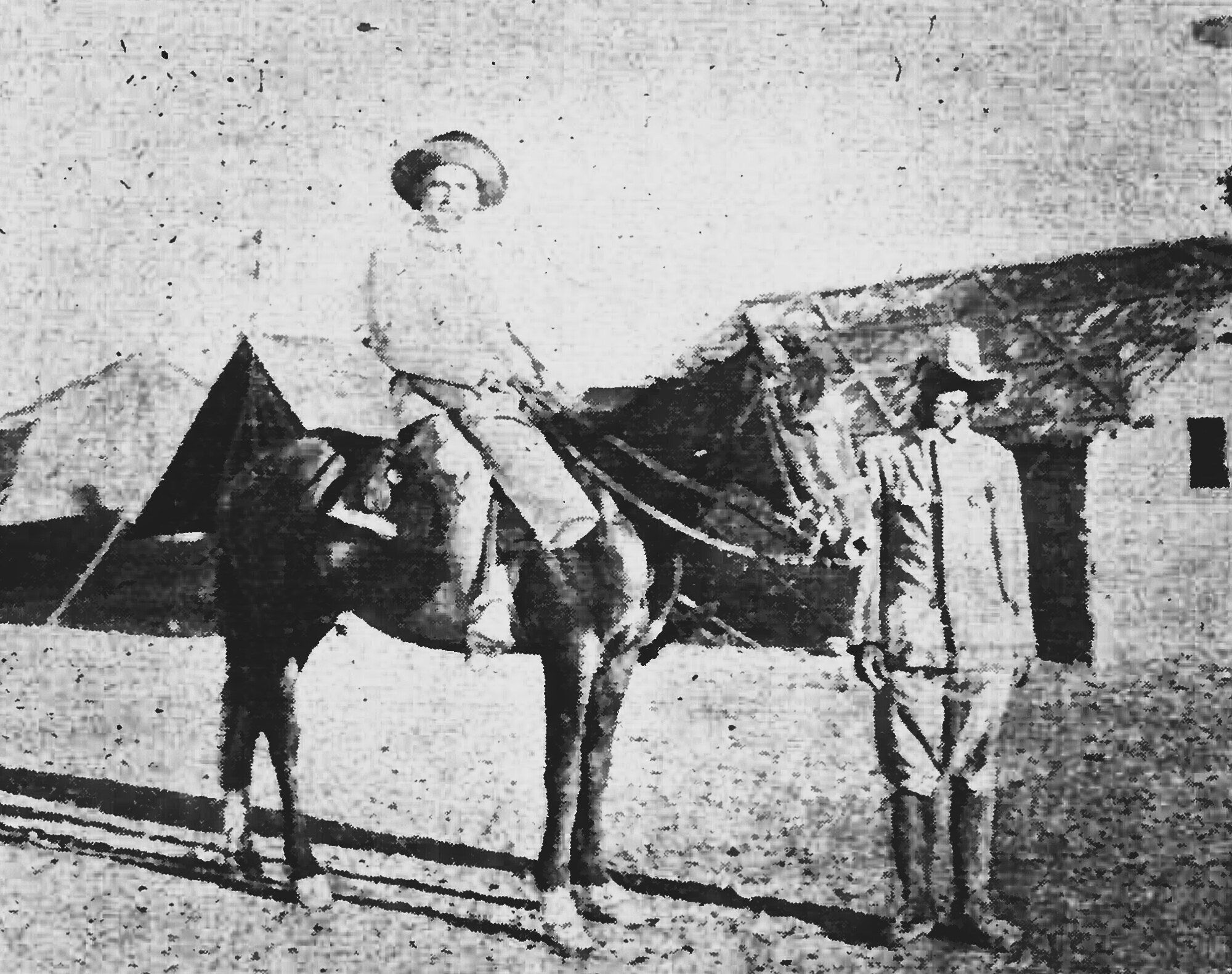
Range, Kaiserlicher Geologe in Lüderitzbucht

Paul Theodor Range (* 1. Mai 1879 in Lübeck; † 29. August 1952 ebenda) war ein deutscher Geologe und Botaniker. Sein offizielles botanisches Autorenkürzel lautet „Range“.

## Biografie
Range war ein Sohn des lübeckischen Direktors der lübeckischen Gewerbeschule. Nachdem er das Katharineum besuchte und sein Abiturientenexamen in Parchim ablegte, studierte Naturwissenschaften in Würzburg und Leipzig und wurde 1903 promoviert.
Ab 1904 war er Geologe bei der Preußischen Geologischen Landesanstalt. Seit 1906 war er als kaiserlicher Geologe vom Kolonialamt für die Wassererschließungsarbeiten im Bezirk Lüderitzbucht-Keetmanshoop angestellt. Bis 1914 war der Regierungsgeologe (Reichsgeologe) als Nachfolger von Heinrich Lotz (im Norden war F. W. Voit zuständig) in Deutsch-Südwestafrika, zuständig für die südlichen Gebiete. Er bohrte dort nach Grundwasser und war im Auftrag der Regierung mit den um 1907 in der Lüderitzbucht entdeckten Diamantenfunden befasst, die ein Diamantenfieber auslösten. 1908  bestätigte er die Diamantenfunde, denen man zuerst skeptisch begegnet war. Er erstellte die erste geologische Karte des heutigen Namibias, untersuchte die Verbindung zu den Karroo-Sedimenten, erkannte die Dwyka-Tillite, entdeckte die Ediacara-Fauna in den namibischen Sedimenten und weitere Exemplare der Gibeon-Meteorite. Außerdem sammelte er dort Pflanzen für sein Herbarium, von denen er Duplikate nach Berlin schickte. Die geologische Arbeit endete mit Ausbruch des Ersten Weltkriegs 1914. Die Geologen wurden wehrverpflichtet und die deutschen Truppen ergaben sich Mai 1915 in Südwestafrika.
1915/16 forschte er am nördlichen Isthmus der Sinaihalbinsel und in Palästina. Er habilitierte sich in Berlin nach seiner Teilnahme am Ersten Weltkrieg, wurde 1932 nichtbeamteter außerordentlicher Professor in Berlin und hielt Vorlesungen über Kolonialgeologie. Ab 1919 war er Mitarbeiter der Geologischen Landesanstalt und 1922 wurde er Geheimer Bergrat.
1940 wurde er Mitglied der Leopoldina. 1936 wurde er Präsident der Deutschen Geologischen Gesellschaft.
Der Namibgecko wurde 1908 von Lars Gabriel Andersson ihm zu Ehren benannt.

## Schriften (Auswahl)
- Das Diluvialgebiet von Lübeck und seine Dryastone: nebst einer vergleichenden Besprechung der Glazialpflanzen führenden Ablagerungen überhaupt, 1903 (Dissertation).
- Geologie des deutschen Namalandes, Beiträge zur geologischen Erforschung der deutschen Schutzgebiete, Heft 2, Berlin 1912 (mit Geologischer Übersichtskarte).
- Beiträge und Ergänzungen zur Landeskunde des deutschen Namalandes, Abhandlungen des Hamburgischen Kolonialinstituts, Band 30, 1914.
- Ergebnisse von Bohrungen in Deutsch-Südwest-Afrika, Berlin, Geologische Landesanstalt, Beiträge zur geologischen Erforschung der Deutschen Schutzgebiete, Heft 11, 1915.
- Die Flora der Isthmuswüste, Gesellschaft für Palästinaforschung, Berlin 1921.
- Die Küstenebene Palästinas. Mit geologischer Übersichtskarte im Maßstab 1:250.000, Gesellschaft für Palästinaforschung, 1922.
- Begleitworte zur geologischen Karte der Isthmuswüste, 1922
- Die Isthmuswüste und Palästina, Borntraeger, 1926 (mit Beitrag von Walter Hoppe: Paläontologie und Paläogeographie der Jura- und Kreideschichten der Isthmuswüste).
- mit Richard Kräusel: Beiträge zur Kenntnis der Karruformation Deutsch-Südwest-Afrikas, Beiträge zur geologischen Erforschung der deutschen Schutzgebiete, Heft 20, 1928.
- Geologie des Fürstentums Ratzeburg mit Karte, Mitteilungen des Heimatbundes für das Fürstentum Ratzeburg, Band 17, 1935, Heft 1/2.
- Vier Jahre Kampf ums Heilige Land, Lübeck 1939, 2. Auflage, Coleman.
- Geologie und Bergbau der deutschen Schutzgebiete in Afrika und in der Südsee, Tropenpflanzer, Band 38, 1935, S. 47–83.
- Mineralfunde und Bergbau in den deutschen Schutzgebieten in Afrika und in der Südsee, Kolonial-Rundschau, Band 27, 1936, 196–209.
- Geologie und Bergbau der deutschen Schutzgebiete in Afrika und in der Südsee, Berlin 1934–1937,  Mittler (Kolonialwirtschaftliches Komitee), 4 Bände,
- Die Mineralschätze der deutschen Schutzgebiete in Afrika und in der Südsee, Zeitschrift der Deutschen Geologischen Gesellschaft, Band 89, 1937, S. 563.
- Die deutsche Südsee und Kiautschou: Geologie und Bodenschätze, in: Geologie der Deutschen Schutzgebiete, Enke, 1937.
- Die metallischen Rohstoffe der deutschen Schutzgebiete, Zeitschrift der Deutschen Geologischen Gesellschaft, Band 90, 1938, S. 418.
- Die Flora des Namalandes, 1939.
- Über geologische Arbeiten bei Lübeck, Lübeckische Blätter, Lübeck 1940, Nr. 48, Band 82.
- Bergbau und Krieg, Enke, Stuttgart 1941.